# 13 Dywizjon Artylerii Konnej
13 dywizjon artylerii konnej (13 dak) – oddział artylerii konnej Wojska Polskiego w II Rzeczypospolitej.
Dywizjon sformowany został w 1924 jako organiczny pododdział artylerii 4 Dywizji Kawalerii. Tradycjami nawiązywał do „wojennych” baterii: konnej baterii jazdy kresowej i baterii krakusów walczących w wojnie polsko ukraińskiej i polsko-bolszewickiej. W okresie międzywojennym stacjonował we Lwowie, Kamionce Strumiłowej i Brodach. W kampanii wrześniowej walczył w składzie Kresowej Brygady Kawalerii.

## Wojenne tradycje 13 dak
Sformowany w 1924 13 dywizjon artylerii konnej nawiązywał tradycjami do „wojennych” baterii, z których został sformowany. Były to: „konna bateria jazdy kresowej”, przemianowana następnie na 2 baterię 5 dywizjonu artylerii konnej, oraz „bateria krakusów”.

### Walki konnej baterii jazdy kresowej
Walki z Ukraińcami

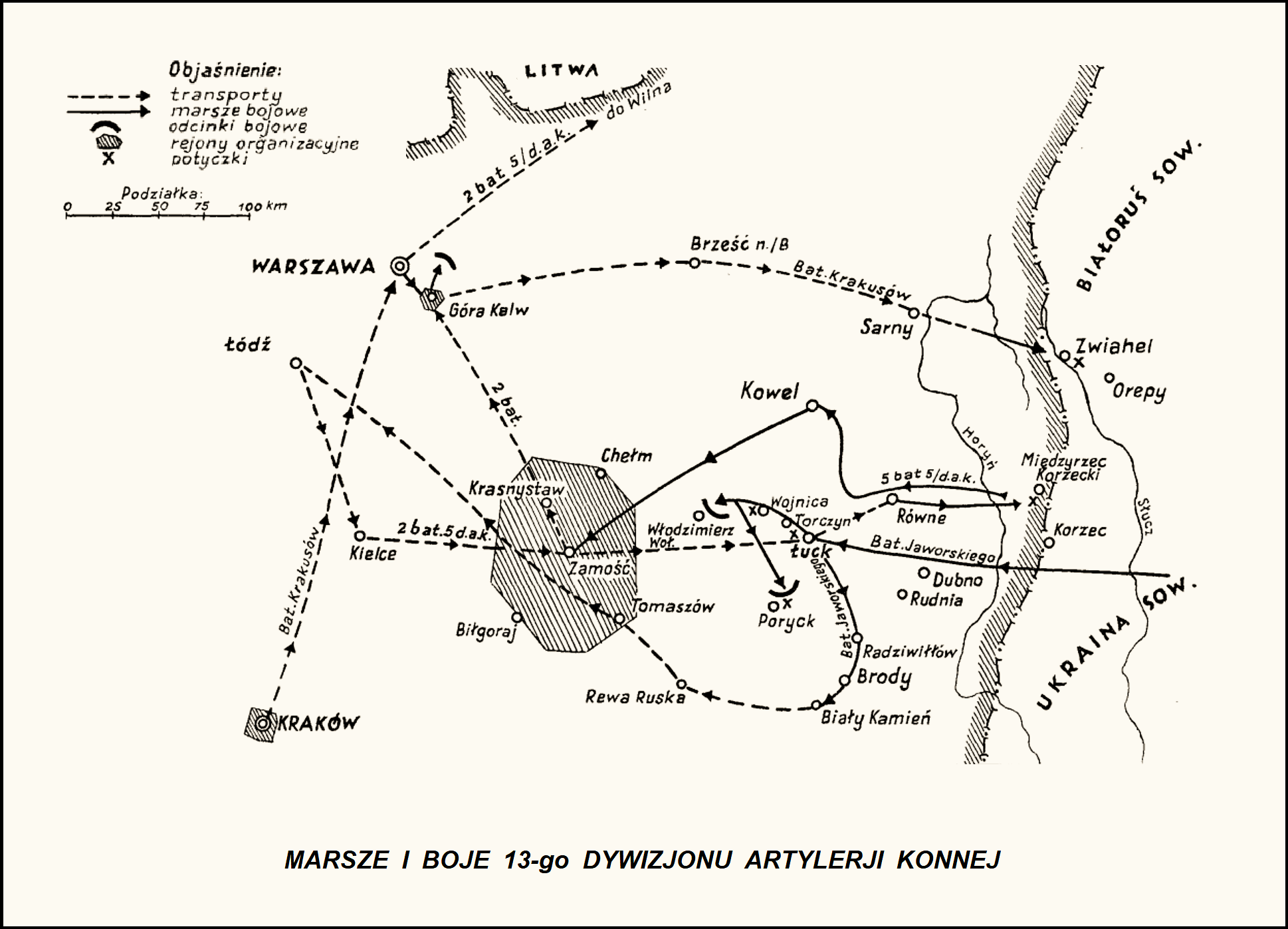
Władysław Tomaszewski, Zarys historji wojennej 13-go dywizjonu artylerji konnej

Bateria powstała na bazie konnego oddziału rtm. Feliksa Jaworskiego. Sformowany na stepach ukraińskich, liczył on około 100 jezdnych z czterema ciężkimi karabinami maszynowymi. W grudniu 1918 oddział wrócił do kraju, a rtm. Jaworski zameldował się u dowódcy improwizowanego „frontu włodzimiersko-hrubieszowskigo”. Ten przeznaczył go do obrony rejonu Włodzimierza Wołyńskiego. Już 18 grudnia oddział walczył z Ukraińcami pod Torczynem.
13 stycznia 1919 „jazda kresowa” wzięła udział w wypadzie grupy mjr. Władysława Bończy-Uzdowskiego na Wojnicę. Szykujący się do natarcia oddział ukraiński został częściowo rozbity i zdobyto na nim dwie rosyjskie armaty 3 calowe wz. 02 z dużą ilością amunicji. Działa te dały początek konnej baterii. Dowództwo nad nią objął kpt. Jerzy Golikow. Nowo sformowana bateria już 19 stycznia wzięła udział w walce, odpierając atak ukraiński na Włodzimierz Wołyński. Kolejne ataki ukraińskie wyparły artylerzystów z miasta. Bateria wycofała się do Uściługa. W następnym dniu wspierała kontratak, który odbił miasto z rąk ukraińskich. 20 lutego bateria wzięła udział w wypadzie na Torczyn, a następnego dnia na Iwanicze. Artyleryjskie wsparcie przyczyniło się do pobicia Ukraińców i zdobycia dużej ilości sprzętu wojskowego. Zdobyto między innymi siedem armat. Dwie z nich zatrzymano dla siebie, a pozostałe odesłano w głąb kraju. W związku z koncentracją oddziałów ukraińskich w rejonie Porycka, mjr Leopold Lis-Kula nakazał przeprowadzenie wypadu. 1 marca sześć kompanii piechoty zaatakowało od czoła, a szwadron jazdy kresowej rtm. Jaworskiego, wzmocniony baterią, otrzymał zadanie obejścia Porycka i odcięcia oddziałów ukraińskich. W walce do niewoli wzięto około 100 jeńców, w tym sztab ukraińskiego pułku, zdobyto 3 armaty, 5 ckm, 7 kuchni polowych i dużo sprzętu łączności. 5 marca bateria po raz kolejny wzięła udział w wypadzie na Torczyn. Zdobyto między innymi kompletną baterię artylerii. W działaniach na Troszyn śmiertelnie ranny został mjr Lis-Kula.
W końcu kwietnia 1919 mjr Jaworski przystąpił do formowania dywizjonu kawalerii. Działo się to kosztem baterii, która po reorganizacji skurczyła się do 18 żołnierzy i dwóch koni. Po uzupełnieniach wystawiono zaledwie dwa działony. 12 maja ruszyła polska ofensywa na Łuck. Bateria nadal działała w składzie oddziału mjr. Jaworskiego. 15 maja kresowi kawalerzyści obeszli nieprzyjacielskie ugrupowanie i wspierali atakujące od czoła oddziały polskie. Po opanowaniu Łucka ruszono na Brody. 2 czerwca bateria zajęła stanowiska pod Berezyną. Podczas walk w tym rejonie stoczyła zwycięski pojedynek z baterią ukraińską, a oficer baterii konnej ppor. Jan Gruszczyński zniszczył pierwszym strzałem ciężki karabin maszynowy nieprzyjaciela. 19 czerwca bateria przeszła w rejon Ostrowczyka Polnego. Tam wspierała działania piechoty i zwalczała pociągi pancerne.
W kolejnych dniach bateria walczyła o Bełżec i pod Białym Kamieniem. W rejonie wsi Burek działon ppor. Gruszczyńskiego zmusił nieprzyjaciela do wycofania się z miejscowości.
26 lipca „bateria konna jazdy kresowej” została wydzielona z oddziału mjr. Jaworskiego, odesłana do Łodzi i podporządkowana dowódcy 10 pułku artylerii polowej jako jego 7 bateria. Kolejny rozkaz z 22 sierpnia skierował ją do Staszowa. Tu, przemianowana na 2 baterię, weszła w skład 5 dywizjonu artylerii konnej. Poddana została też całkowitej reorganizacji. Wszyscy oficerowie odkomenderowani zostali do Warszawy, a kanonierów narodowości rosyjskiej zwolniono ze służby. Dowództwo baterii objął por. Wacław Brzozowski, a jej stan wynosił wtedy 2 oficerów i kilkunastu szeregowych. Kilka miesięcy później bateria otrzymała włoskie działa i uzupełnienie. Szkolenie specjalistyczne z działoczynów prowadził kapitan armii włoskiej Josette Birma. Ponieważ włoskie działa nie spełniały wymagań artylerii konnej, zapadła decyzja ponownego wyposażenia baterii w sprzęt rosyjski. Dopiero w czerwcu 1920 pododdział osiągnął gotowość bojową.
Walki na froncie przeciwbolszewickim
25 czerwca 2/5 dak skierowana została do Równego i podporządkowana dowództwu 3 Dywizji Piechoty Legionów. Działając w ramach grupy wypadowej kpt. Wolfa, miała zapewnić łączność między 3. i 6 Dywizją Piechoty w okolicach Hoszczy i Korca. Do działań weszła w nocy z 30 czerwca w rejonie wsi Daniczów. Ostrzelała wtedy silny oddział nieprzyjaciela i zmusiła go do wycofania się. Wkrótce grupa kpt. Wolfa rozpoczęła odwrót. Zaskoczona atakiem czerwonych kozaków pod Daniczowem, uległa panice i została rozbita. 2/5 dak porzuciła sprzęt ciężki, a żołnierze małymi grupami przedzierali się w rejon Tuczyna. Tu działony zebrały się w jedną całość, posiadając na uzbrojeniu dwie armaty. Resztki baterii zostały odesłane do Łucka w celu uzupełnienia, ale z powodu ogólnej sytuacji militarnej zmuszona była do dalszego odwrotu przez Klewań, Kowel, Rejowiec aż do Zamościa.
W końcu lipca nastąpiła reorganizacja kawalerii, a bateria oddała wszystkie konie zaprzęgowe oraz obie armaty 1 baterii 5 dak. 2 sierpnia żołnierze 2 baterii zostali przewiezieni koleją w okolice Grójca, gdzie przystąpiono do reorganizacji. Baterię odtwarzano do 18 października, po czym przewieziono ją w okolice Ejszyszek. Tu dołączyła do 5 dak i w składzie 3 Brygady Jazdy osłaniała działania wojsk gen. Lucjana Żeligowskiego na Litwie Środkowej. W styczniu 1921 bateria przeszła na teren powiatu nieświeskiego w rejon Horodzieje–Mir.

### Bateria krakusów
Bateria sformowana została na bazie baterii zapasowej 6 pułku artylerii polowej w lipcu 1920. Szeregowi rekrutowali się głównie ze studentów i gimnazjalistów z Krakowa i okolic, a wyposażyli ją z własnych środków ziemianie krakowscy. Dowódcą baterii mianowany został por. Dzieduszycki.
4 sierpnia, nie w pełni sformowana bateria przegrupowała się do Czaplina. Pododdział nie posiadał dział, a jedynym uzbrojeniem były dwa ckm. W Czaplinie kontynuowano formowanie, żołnierze otrzymali ręczną broń i brakujące wyposażenie. Tak wyposażony pododdział wziął udział w walkach na południowym skrzydle przedmościa warszawskiego działając jako piechota. Po odrzuceniu Sowietów spod Warszawy, bateria przeszła do Góry Kalwarii. Tam otrzymała 3-calowe armaty rosyjskie i przystąpiła do intensywnego szkolenia. We wrześniu ponownie wyruszyła na front. Przydzielono ją do 9 Brygady Jazdy i w jej składzie walczyła w Małopolsce Wschodniej. Działała pod Rohaczewem, brała udział w wyprawie za Słucz. Podczas zagonu na Korosteń skutecznie wspierała kawalerię pod Ostróżkiem. Zakończenie wojny zastało baterię w rejonie Zwiahla, skąd przewieziona została do Warszawy.
W listopadzie „bateria krakusów” została wcielona do 9 dywizjonu artylerii konnej jako jego 1 bateria. Do wiosny 1921 stacjonowała w Rozbórzu, a potem została przeniesiona do Białegostoku. W czerwcu dywizjon został przemianowany na 8 dak. Jesienią 1922 1/8 dak została wydzielona i weszła w skład nowo powstałego w Jarosławiu 10 dywizjonu artylerii konnej.

## 13 dak w garnizonach

### Formowanie i zmiany organizacyjne

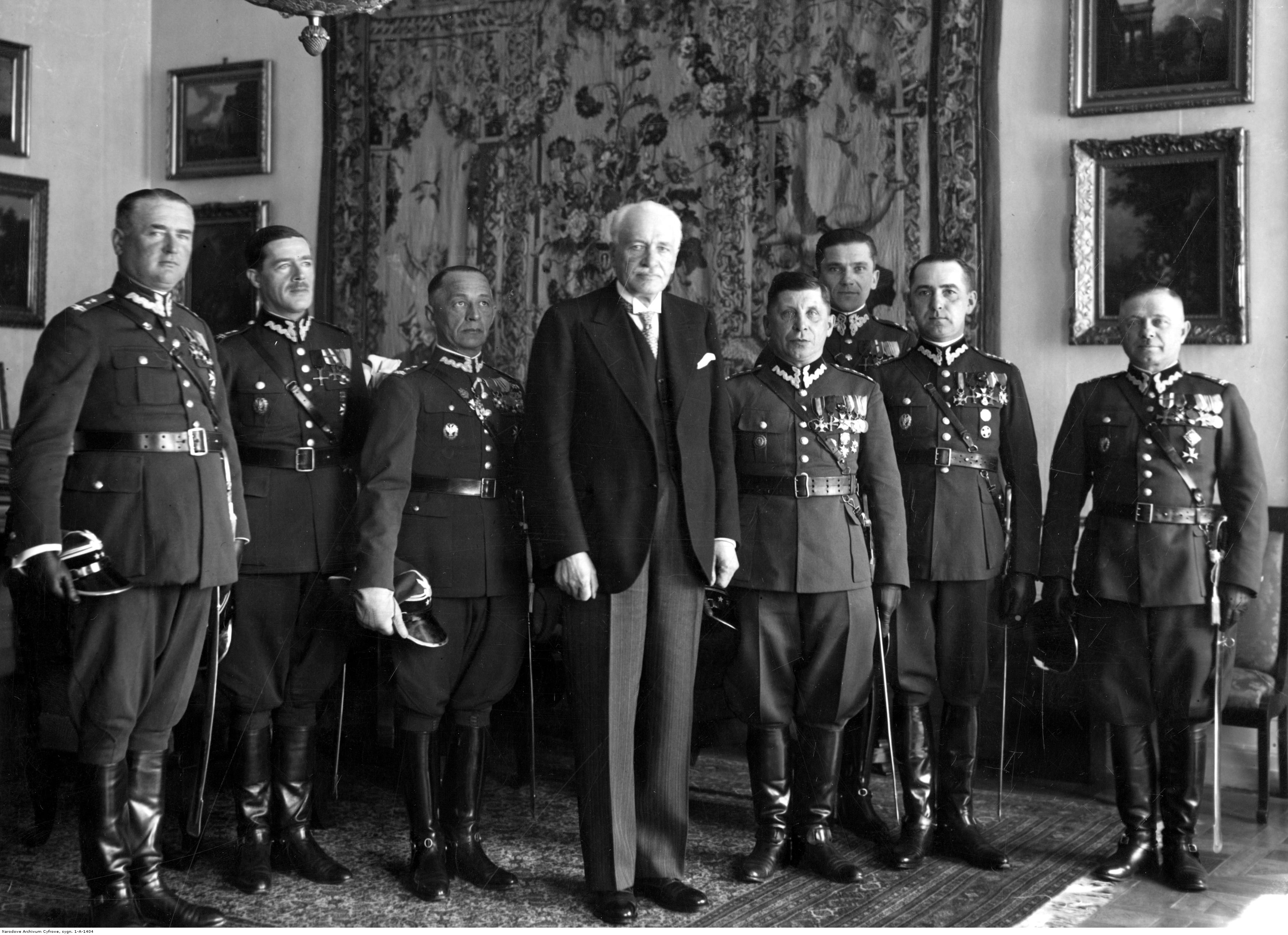
Wręczenie prezydentowi RP Ignacemu Mościckiemu odznak pułkowych artylerii 10 kwietnia 1935; d-ca 13 dak ppłk Stanisław Sokołowski trzeci z lewej

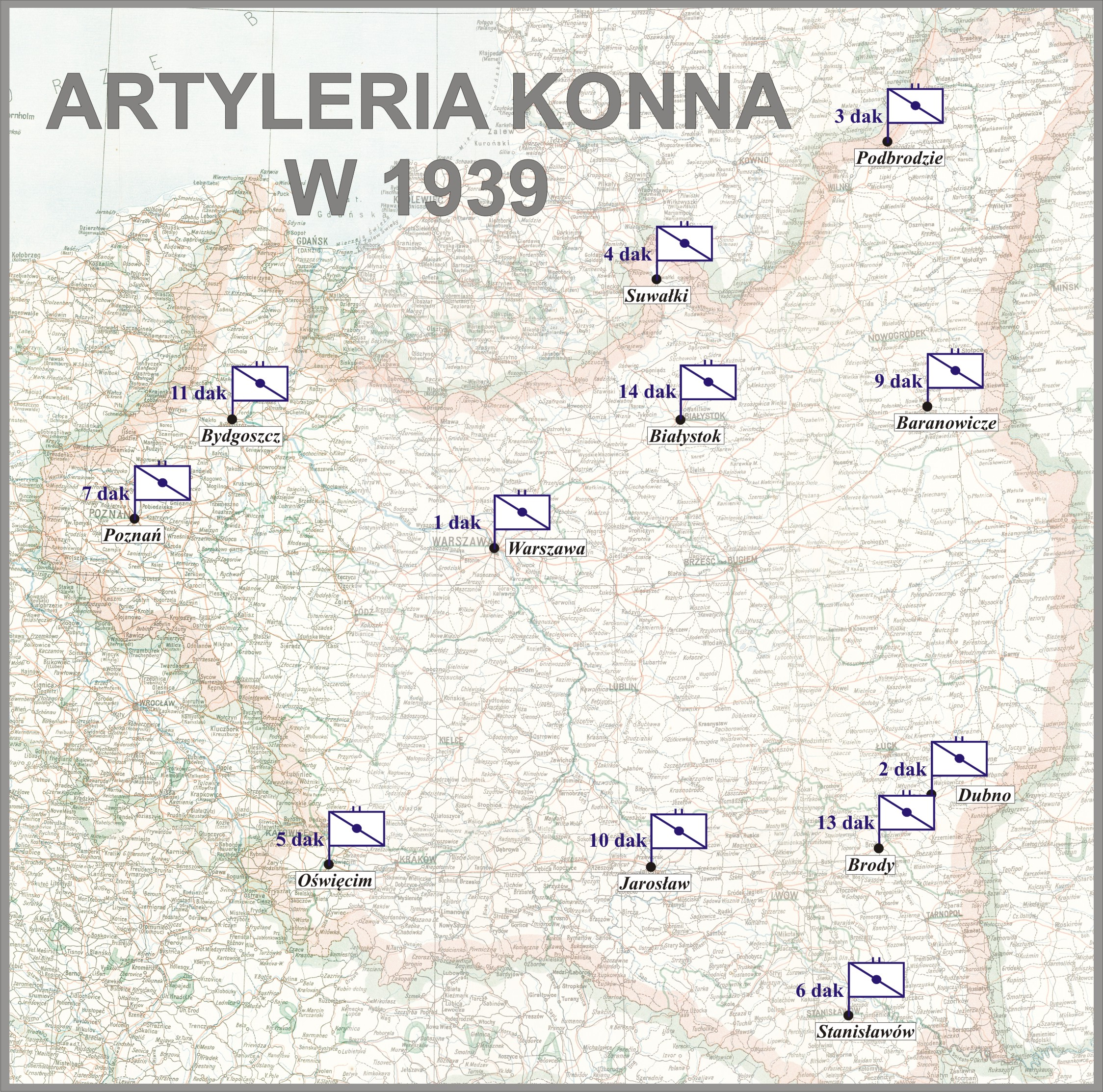
Rozmieszczenie artylerii konnej przed wybuchem II wojny światowej

15 maja 1924 Minister Spraw Wojskowych przeniósł pięciu oficerów jako zawiązek 13 dywizjonu artylerii konnej, a 7 czerwca z garnizonu Kraków do garnizonu Lwów przybyła 2 bateria 5 dywizjonu artylerii konnej i została przemianowana na 1 baterię 13 dywizjonu artylerii konnej. Dzień 7 czerwca przyjęty został za oficjalną datę powstania jednostki i święto dywizjonu. 8 sierpnia 1924 z garnizonu Jarosław przybyła 3 bateria 10 dywizjonu artylerii konnej pod dowództwem kpt. Władysława Brzozowskiego, która przemianowana została na 2/13 dak. 12 marca 1925, z 1. i 2 baterii oraz podoficerów i szeregowych przydzielonych z oddziałów artylerii Okręgu Korpusu Nr VI (5, 11 i 12 pap, 6 pac i 6 dak), zorganizowana została 3 bateria.
25 września 1926 została zagubiona pieczęć okrągła z napisem „Dowództwo 13 Dyonu Artylerii Konnej”.
Dywizjon był organicznym pododdziałem artylerii 4 Dywizji Kawalerii. W 1929 jednostka dyslokowana została do Kamionki Strumiłowej i podporządkowana dowódcy 2 Samodzielnej Brygady Kawalerii. Pod względem fachowego wyszkolenia dywizjon podporządkowany był dowódcy 6 Grupy Artylerii. W 1937 wszedł w skład Kresowej Brygady Kawalerii. W tym samym roku rozformowany został 10 dywizjon artylerii konnej, stacjonujący wówczas w garnizonie Rzeszów. Pierwsza bateria tego dywizjonu przemianowana została na 4 baterię 13 dak i czasowo pozostawiona w Rzeszowie. W maju 1938 4/13 dak dyslokowana została do garnizonu Brody. W tym samym czasie z Kamionki Strumiłowej do Brodów przeniesiona została 3 bateria. Dowództwo dywizjonu i pozostałe dwie baterie przeniesione zostały do Brodów w następnym roku.

### Zakwaterowanie
Warunki zakwaterowania w momencie formowania jednostki nie były najlepsze. Brakowało mieszkań dla oficerów, a część samotnych podoficerów spała na salach żołnierskich. W koszarach około 30% pieców, podłóg i okien wymagało wymiany. Dużym utrudnieniem był także brak oświetlenia elektrycznego. Sześć stajni wymagało remontu. Brakowało działowni i szop na wozy. W 1927 wybudowano działownię, a szopa służąca dotychczas do tego celu została wykorzystana na wozownię. Liczne prace remontowe wykonywano początkowo własnymi silami. Uszczuplało to stany żołnierzy systematycznie szkolących się. W późniejszych latach sytuacja uległa poprawie, a większość prac remontowo-budowlanych wykonywały firmy cywilne.
We wrześniu 1939 nastąpiła zmiana miejsca zakwaterowania. Bezpośrednio po ćwiczeniach 4 Dywizji Kawalerii realizowanych w Sapieżance dywizjon pomaszerował do Kamionki Strumiłowej. Przenosiny dywizjonu spowodowały spore trudności z zakwaterowaniem. Budynki w nowym garnizonie były w nie najlepszym stanie. Brak magazynów mobilizacyjnych spowodował zajęcie na ten cel części działowni. Planowano, że cały oddział znajdzie się w jednym kompleksie koszarowym. Jednak na osobiste życzenie marsz. Edwarda Śmigłego-Rydza postanowiono, że nowo utworzona 4 bateria stanie w Brodach. Projektowane w Kamionce Strumiłowej budynki koszar i stajni o wartości 169 tys. zł przeniesiono do Brodów. Ostatecznie 4 bateria stanęła w Brodach wiosną 1938. W tym czasie do Brodów miała być przeniesiona 3 bateria stojąca dotychczas w Rzeszowie. W związku z tym na stałe w Brodach urzędował zastępca dowódcy 13 dak. Wkrótce zapadła decyzja o przeniesieniu w całości dywizjonu do Brodów. Zgodnie z planem, dowództwo 13 dak oraz 1. i 2 bateria miały znaleźć się w nowym garnizonie do 20 maja 1939.

### Uzbrojenie i wyposażenie

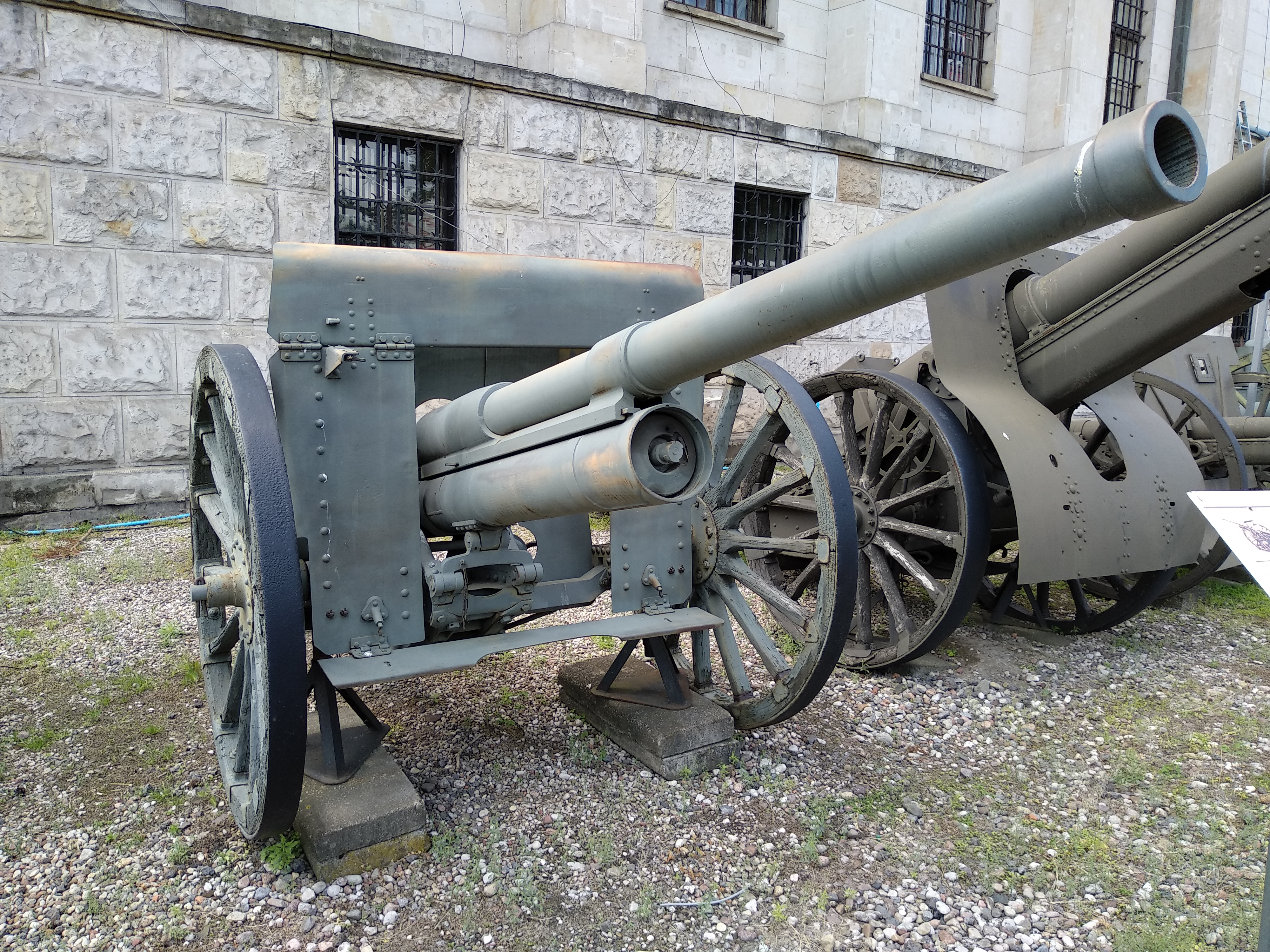
Armata wz. 02 stanowiła podstawowe uzbrojenie dywizjonu

W chwili formowania dywizjon wyposażony został w rosyjskie 3-calowe armaty wz. 02, które po „przekoszulkowaniu” i modernizacji pod oznaczeniem wz. 02/26 pozostały na wyposażeniu oddziału aż do wybuchu II wojny światowej. Kanonierzy uzbrojeni zostali początkowo w austriackie kbk Mannlichera wz. 95, a broń zespołową stanowiły ciężkie karabiny maszynowe Schwarzlose M.7/12. W styczniu 1928 wymieniono karabinki na wz. 91/98/25, a sześć przestarzałych ckm-ów z czasem na lekkie karabiny maszynowe wz. 08/15.
Posiadane uzbrojenie i wyposażenie nie było w najlepszym stanie technicznym. W lutym 1927, 6 armat, 10 przodków i 4 tylne podwozia jaszczy nie nadawało się do użytku. Karabinki były stare z licznymi wżerami w lufach, a część rozkalibrowana. W czasie strzelań około 50% szrapneli nie wybuchało. W magazynach mobilizacyjnych brak było pistoletów dla oficerów rezerwy i jaszczy dla kolumny amunicyjnej. Te ostatnie miały być zastąpione chłopskimi wozami z poboru. Posiadane przez dywizjon jednokonne biedki telefoniczne okazały się zupełnie niepraktyczne ze względu na małą pojemność ładunkową. Ponadto w użyciu były aż 4 typy szabel. W odpowiedzi na pismo interwencyjne wystosowane przez gen. Juliusza Rómmla do Generalnego Inspektoratu Sił Zbrojnych otrzymano odpowiedź, że brakujące jaszcze dywizjon otrzyma do 15 lipca 1931, wozy łączności miały być w najbliższym czasie zastąpione przez specjalne wozy resorowane, których opracowywanie kończył Wojskowy Instytut Badań inżynierii. Jednocześnie skierowany został wniosek do wiceministra spraw wojskowych w sprawie zbudowania magazynów amunicyjnych w Kamionce Strumiłowej.
| Obsada personalna i struktura organizacyjna w marcu 1939: |                                            |
| Stanowisko                                                | Stopień, imię i nazwisko                   |
| dowódca dywizjonu                                         | ppłk Hieronim Suszczyński                  |
| I zastępca dowódcy w garn. Brody                          | mjr Stanisław II Komornicki *              |
| I zastępca dowódcy w garn. Kamionka                       | kpt. Ernest Krautwald *                    |
| adiutant                                                  | por. Jerzy Ryszard Majewski                |
| lekarz medycyny                                           | por. lek. Tadeusz Huczko                   |
| lekarz weterynarii                                        | por. Marian Zbigniew Gilewicz              |
| oficer zwiadowczy                                         | kpt. Ernest Krautwald (*)                  |
| II zastępca dowódcy (kwatermistrz)                        | mjr Lucjan Chrystowski                     |
| oficer mobilizacyjny                                      | kpt. Marian Bronisław Lewandowski          |
| oficer administracyjno-materiałowy                        | kpt. Witold Kurowski                       |
| oficer gospodarczy                                        | kpt. int. Bronisław Kubicki                |
| oficer żywnościowy                                        | chor. Jan Wilhelm Gold                     |
| dowódca plutonu łączności                                 | por. Janusz Franciszek Przeździecki        |
| dowódca szkoły podoficerskiej                             | kpt. Marian Jan Gustaw Patronowicz         |
| dowódca plutonu                                           | por. Zygmunt Marian Borewicz               |
| dowódca 1 baterii                                         | kpt. Kazimierz Gustaw Aureliusz Strzelecki |
| dowódca plutonu                                           | ppor. Kazimierz Józef Fiutkowski           |
| dowódca 2 baterii                                         | kpt. Henryk Gąsecki                        |
| dowódca plutonu                                           | ppor. Ignacy Leon Kulczyński               |
| dowódca 3 baterii                                         | kpt. Stanisław Aleksander Boski            |
| dowódca 4 baterii                                         | por. Władysław Krycki                      |
| dowódca plutonu                                           | ppor. Roman Milewski                       |
| na kursie                                                 | por. Edward Dionizy Maleńczak              |
| na kursie                                                 | ppor. Bronisław Franciszek Lewkowicz       |

## 13 dak w kampanii wrześniowej

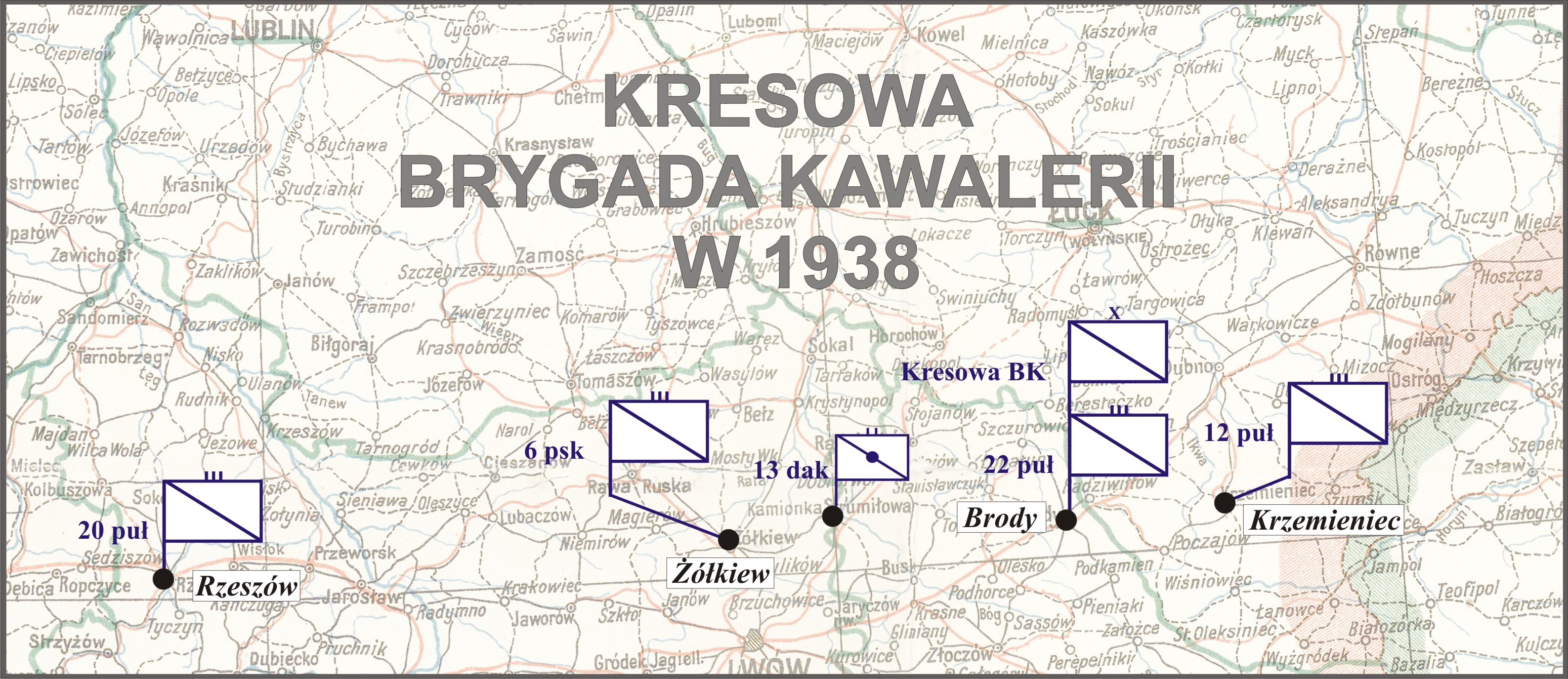
Kresowa BK w 1938

### Mobilizacja
27 sierpnia 1939 o godz. 19:00, w koszarach, rozpoczęta została mobilizacja alarmowa dywizjonu. Dywizjon był mobilizowany w grupie zielonej, w czasie od A+18 do A+42. W jego skład wchodziły cztery baterie artylerii konnej (organizacja dak na stopie wojennej). Dodatkowo zmobilizowano w tej samej grupie zielonej i czasie A+44 drużynę parkową uzbrojenia nr 641. Wkrótce jednak 3. i 4 bateria przeniesione zostały do okolicznych wsi. 31 sierpnia o 4:00 1 bateria wyruszyła jako pierwsza do miejsca koncentracji Kresowej BK na prawym skrzydle Armii „Łódź” w rejon Szadek – Rossoczyca. W następnych dniach odjeżdżały kolejne eszelony dywizjonu. Ostatni wyruszył z Brodów 3 września o 2:25. Trasa transportów wiodła przez: Radziwiłłów, Kowel, Brześć, Czeremchę, Siedlce, Warszawę, Kutno do Szadka.

### Działania bojowe

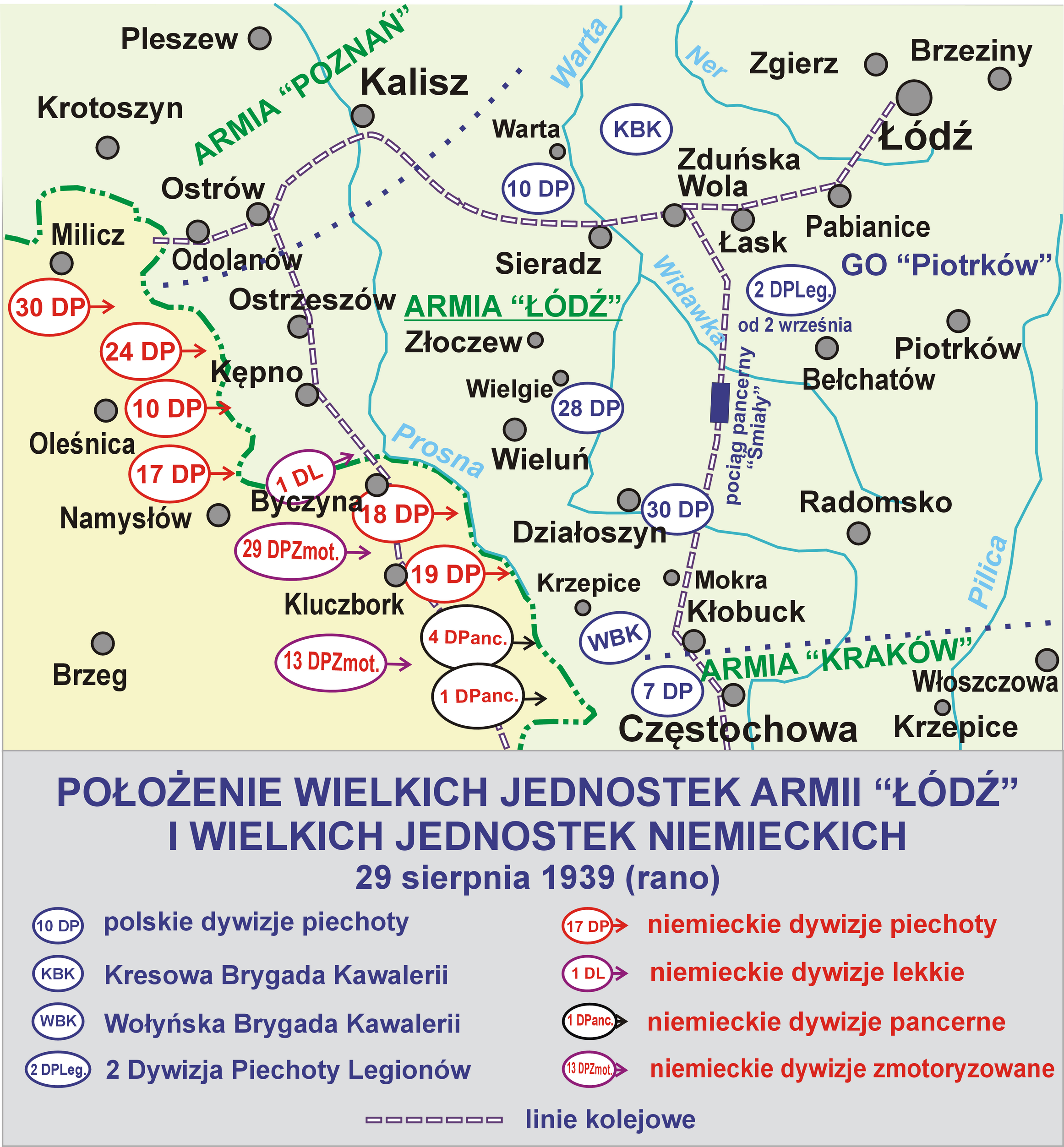
Dywizjon walczył w składzie Kresowej BK

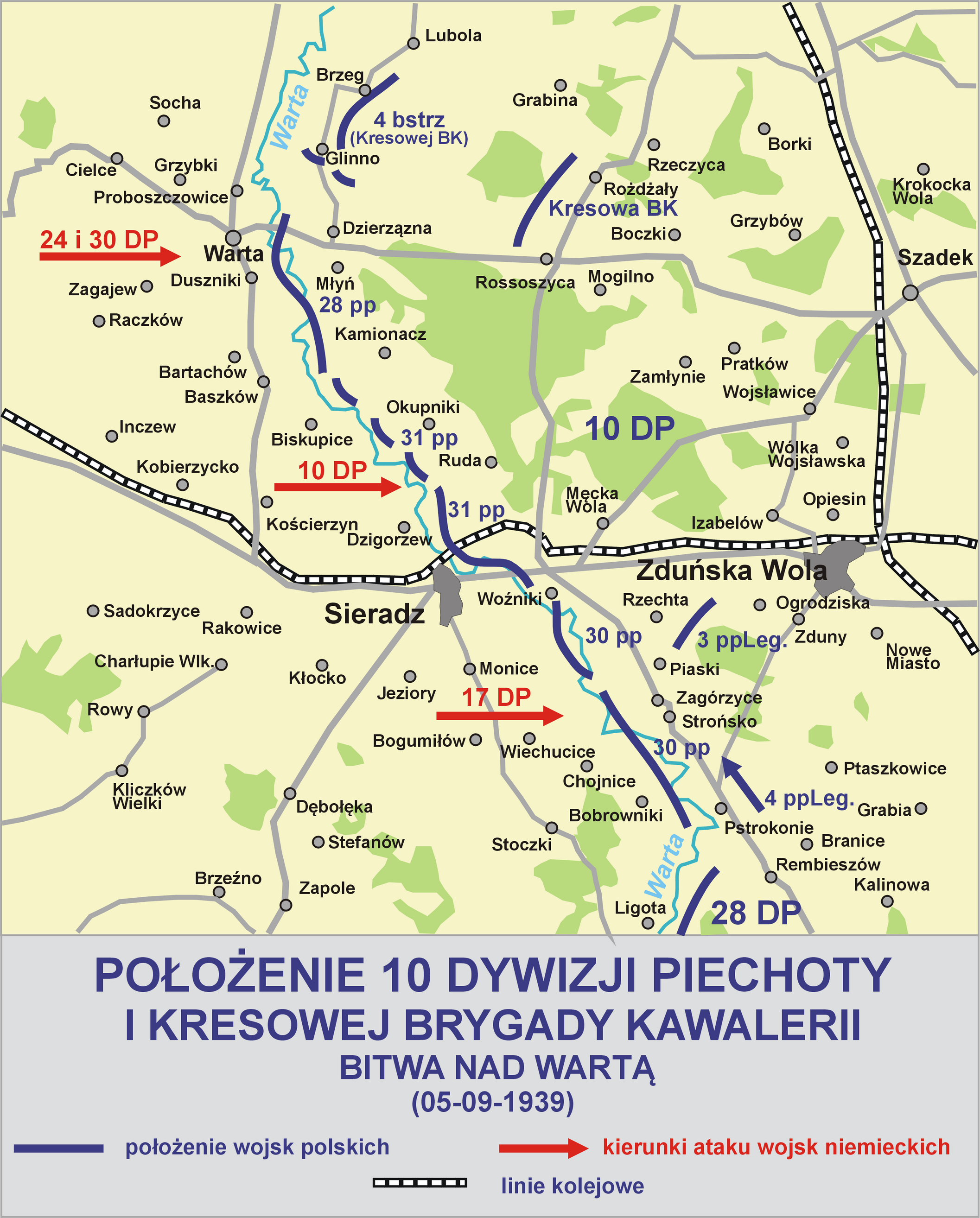
Bitwa nad Wartą

#### Nad Wartą
W kampanii wrześniowej 1939 dywizjon walczył w składzie Kresowej Brygady Kawalerii. Jako pierwsza dotarła transportem kolejowym do Szadka 1 bateria, w godzinach południowych 2 września. Do końca dnia 2 września dołączyła do 20 pułku ułanów w rejonie Rossoczycy i zajęła stanowiska ogniowe w pobliżu wsi Lipiny. 3 września około 15:45 bateria 1/13 dak wraz z 20 puł. wyruszyła w kierunku miejscowości Warta. W trakcie drogi 20 puł. i 1/13 dak zostały zaatakowane przez 6 samolotów niemieckich; bateria utraciła 1 zabitego i 2 rannych. Bateria i 20 puł. zostały rozproszone. Zebrano się po zmroku w rejonie Rossoczycy. Około 20:00 w Szadku z transportów wyładowały się: 2. i 3 bateria oraz kolumna amunicyjna i tabor dywizjonu. Ponowny marsz rozpoczęto około 1:00 4 września. W straży przedniej maszerował 22 pułk ułanów wraz z 1/13 dak, za nimi pozostałe pułki i baterie Kresowej BK. 4 września około 5:00 baterie przekroczyły mosty na rzece Warta i o 6:00 zajęły stanowiska ogniowe na zachodnim skraju miejscowości Warta.
Na zajmujący stanowiska obronne 22 puł. na odcinku Góra-Głaniszew, około 8:00 uderzyły oddziały niemieckiej 24 Dywizji Piechoty. 2 bateria dokonała ostrzału podchodzących oddziałów niemieckich. Na rozkaz dowódcy Kresowej BK płk. Stefana Hanki-Kuleszy baterie 1 i 3 zostały wycofane na wschodni brzeg Warty. Około 10:00 na 20 puł. również wyszło natarcie niemieckiej piechoty; wsparły go ogniowo 1. i 3 bateria. O 10:30, na rozkaz dowódcy Kresowej BK, 2 bateria wycofała się na wschodni brzeg rzeki i zajęła stanowiska w rejonie Młynowa, gdzie przebywała do 20:00 i po zluzowaniu przez artylerię 10 pułku artylerii lekkiej dołączyła do macierzystej brygady w rejonie Szadka. Około 11:00 baterie 1 i 3 otrzymały rozkaz odmaszerowania do rejonu Szadka. 3 bateria odmaszerowała od razu i dołączyła do koncentrującej się brygady, natomiast 1 bateria, w obawie przed nalotami niemieckiego lotnictwa, zatrzymała się w lesie w pobliżu Dzierżąźni. Podczas postoju 1/13 dak otrzymała rozkaz dołączenia do 20 puł. Do rana 5 września nie doczekała się na pułk i przyłączyła się do walk prowadzonych w rejonie Glinna przez pododdziały batalionu III/28 pułku piechoty i 4 batalionu strzelców. Nocą 4/5 września baterie 3. i 2 pomaszerowały, wraz z siłami głównymi Kresowej BK, w kierunku Glinna, obsadzając rzekę Wartę.
W godzinach porannych baterie 3. i później 2. wspierały walki ułanów i ostrzeliwały zachodni brzeg Warty. Około 14:00, na rozkaz nowego dowódcy Kresowej BK płk. dypl. Jerzego Grobickiego, baterie 2. i 3. wycofały się wraz z siłami głównymi brygady w rejon Szadka. Do godzin południowych, w rejonie Glinna, bateria 1 wspierała piechotę. Po jej odwrocie odskoczyła do tyłu i dołączyła do 22 puł. Następnie od przybyłego do brygady dowódcy 13 dak otrzymała rozkaz dołączenia do dywizjonu w rejonie Szadka. 5 września do brygady dołączyło dowództwo dywizjonu i 4 bateria, która była dwukrotnie atakowana przez lotnictwo niemieckie w trakcie transportu i po wyładunku, bez strat. 4/13 dak, skierowana rozkazem, dotarła do wsi Zaleska Wola, a następnie zawrócona do Szadka, gdzie zajęła stanowiska ogniowe. W południe 6 września dołączyła do 20 puł.

#### Walki odwrotowe
Rano pozostała część 13 dywizjonu podjęła marsz za rzekę Ner. Baterie zajęły stanowiska za szykami spieszonych pułków brygady nad Nerem. 4/13 dak z rejonu Lutomierska ostrzeliwała zbliżające się oddziały niemieckie. Niepowiadomione o odwrocie za Ner tabory dywizjonu, z uwagi na bezpośrednie zagrożenie przez oddziały niemieckie, wycofały się pod dowództwem kpt. Kubickiego w kierunku wschodnim. Ponadto tabory dywizjonu zostały zbombardowane przez cztery samoloty niemieckie, skierowane przez dwóch niemieckich dywersantów, których schwytano. Tabory dywizjonu przez Łódź, Puszczę Kampinoską, Modlin dotarły do Warszawy. Kresowa BK odeszła do lasów Emilia, by osłonić 10 Dywizję Piechoty w obronie nad Nerem od strony Ozorkowa. 3/13 dak wspierająca 6 pułk strzelców konnych, zajęła obronę w rejonie miejscowości Kuciny na szosie Poddębice – Aleksandrów. 7 września 13 dak zorganizował zasadzkę ogniową obok wzg. 178,8, 4 km na zachód od Aleksandrowa. Zasadzka nie udała się, gdyż niemiecki oddział pancerno-motorowy zmienił marszrutę. W trakcie postoju 7 września około 20:00 rejon postoju 20 puł. i 2/13 dak oraz 4/13 dak został ostrzelany przez dywersantów niemieckich. Na skutek tego zdarzenia stracono kontakt z 2 baterią, która zaprzodkowała armaty, jaszcze i odjechała. Po dojechaniu do lasu Emilia, rano 7 września, z uwagi na odejście 10 Dywizji Piechoty na wschód, Kresowa BK, a w jej składzie 13 dak, odpoczywała kilka godzin, po czym pomaszerowała w kierunku Głowna. Podczas marszu artyleria brygady: 13 dak i dywizjon II/10 pal maszerowały pod osłoną kawalerii. Płk Jerzy Grobicki odjechał z brygady, z lekko rannym szefem sztabu oraz w poszukiwaniu kontaktu z innymi jednostkami; do brygady w marszu nie dołączył.
W trakcie marszu, ze względu na chaos, zatłoczenie dróg, ostrzał niemieckiej artylerii dalekonośnej, utarczki z niemieckimi patrolami oraz 45 minutowy nalot, kolumna brygady rozpadła się. 13 dywizjon poniósł straty w koniach; ranny został dowódca kolumny amunicyjnej; zastąpił go por. rez. Stanisław Cieński. 8 września 13 dak znalazł się w zgrupowaniu płk. dypl. Andrzeja Kunachowicza; zatrzymano się w lasach na zachód od Głowna na odpoczynek. W trakcie odpoczynku 3/13 dak zajęła stanowiska ogniowe, w gotowości do otwarcia ognia, pod wieczór ostrzelała podchodzące oddziały niemieckiej 24 DP. Podjęto po 4 godzinach marsz w kierunku Palenic; z nieznanych przyczyn 13 dywizjon artylerii konnej pomaszerował bez 3/13 dak do Skierniewic. Po drodze, ze względu na słaby mostek i potrzebę przeprawy brodem, maszerująca w tyle kolumny 4 bateria oderwała się od dywizjonu. Bateria 1/13 dak utraciła jeden działon podczas potyczki z niemieckim podjazdem pancerno-motorowym w nocy 7/8 września. 8 września do 20:00 ppłk Janusz Grzesło miał ostatni bezpośredni kontakt z dywizjonem, gdy wydał rozkaz podjęcia marszu przez Skierniewice do Warszawy. Po dotarciu w rejon Skierniewic 9 września nie nawiązano żadnej łączności z brygadą. Doszło do rozpadu 13 dywizjonu artylerii konnej. 10 września po odpoczynku 13 dak bez 2. i 3 baterii pomaszerował przez Błonie na Warszawę, natomiast 2 bateria na Mszczonów. 3 bateria 9 września w zgrupowaniu 20 puł. płk. dypl. Andrzeja Kunachowicza zajęła stanowiska obronne w rejonie lasu pomiędzy Makowem a Skierniewicami. Następnie po zluzowaniu przez piechotę, wraz z 20 puł. pomaszerowała nocą 9/10 września w kierunku Suliszewa za rzeką Rawką.

##### 1 bateria 13 dak
Nocą 8/9 września, gdy bateria podjęła marsz w kierunku Skierniewic, z uwagi na ostrzelanie przez dywersantów maszerujących wojsk, wybuchła panika, która doprowadziła do rozdzielenia się zasadniczych sił 13 dak. Przy baterii znaleźli się oficerowie dowództwa dywizjonu: adiutant dywizjonu, oficerowie zwiadowczy i obserwacyjny, którzy pomogli zapanować nad paniką w baterii i innych jednostkach na szosie. O świcie 9 września bateria przejechała przez palące się Skierniewice. Za Skierniewicami dołączył pluton kolumny amunicyjnej 13 dak. W południe podjęto dalszą jazdę w kierunku Błonia, w trakcie której dołączył dywizjon kawalerii mjr. Dąbrowskiego. Nocnym marszem 9/10 września 1/13 dak dotarła do Milanówka. Kpt. Marian Lewandowski jechał z jednym działonem przy straży przedniej; dwa działony na końcu kolumny, z którymi pod Milanówkiem utracono kontakt. Podczas marszu prowadzono potyczki z patrolami niemieckimi. 10 września ostatnia armata ostrzelała niemieckie patrole zmotoryzowane i stoczyła potyczkę z trzema niemieckimi czołgami, z których jeden zniszczyła. W trakcie walki utracono kontakt z maszerującym dywizjonem kawalerii. Resztki 1 baterii, z 1 armatą i 50 żołnierzami, 11 września dotarły do Warszawy, skąd skierowano je do miejsca koncentracji Kresowej BK w Otwocku. 12 września w Otwocku dołączono do zbierającego się 22 puł.; dojechała również pozostała część baterii z dwoma armatami. Nocą 13/14 września pozostałość Kresowej BK pod dowództwem płk. dypl. Jerzego Grobickiego, wraz z baterią 1/13 dak, pomaszerowały przez Kołbiel na południowy zachód od Garwolina, do miejsca koncentracji Grupy Operacyjnej Kawalerii gen. bryg. Władysława Andersa.
Z uwagi na panujący chaos, tłumy rozbitków i uchodźców cywilnych, doszło do rozdzielenia baterii. Jeden działon pomaszerował ze strażą przednią i nie dołączył do baterii, drugi błędnie skierowano przez placówkę do Warszawy. Pozostałość 1 baterii z plutonem kolumny amunicyjnej, pomimo utracenia bezpośredniego kontaktu z brygadą, maszerowała przez Łaskarzew w ślad za nią. Jechano przez Maciejowice, na wschód od Dęblina w kierunku Lubartowa. Ostatecznie 18 września w rejonie Łuckiej Kolonii pod Lubartowem dołączono do resztek Kresowej BK. Od 19 do 21 września działon i pozostałości 1/13 dak osłaniały dowództwo GOKaw. gen. Andersa. 21 września ocalały działon włączono do baterii 3/2 dak. Działon w składzie 3/2 dak w dniu 23 września wziął udział w walce w Jacni z niemiecką 68 DP, w której, podczas nawały ogniowej, została rozbita ostatnia armata 13 dywizjonu. Reszta 1 baterii weszła w skład oddziału dowódcy 2 dak ppłk. Jana Kamińskiego i w jego składzie przez Krakowiec, Lubienie i Radonice, 27 września, dołączyła do GOKaw. gen. Andersa we Władypolu. W składzie oddziału artylerzystów konnych ppłk. Kamińskiego resztka 1 baterii stoczyła walkę z oddziałami sowieckimi. Po rozwiązaniu oddziału, kpt. Lewandowski z 3 oficerami i 20 kanonierami 13 dak poprzez Sądową Wisznię i Sambor dotarli do wsi Rudki. Tam po starciu z ukraińskimi dywersantami i chwilowej niewoli żołnierze zbiegli w różne strony.

##### 2 bateria 13 dak
W nocy 8/9 września bateria dotarła do Skierniewic, gdzie się zatrzymała. Będący przy baterii ppłk Janusz Grzesło wyruszył nocą na poszukiwanie pozostałych baterii i ostatecznie dołączył do 31 pułku piechoty. 9 września o 6:00 2/13 dak pojechała w kierunku Mszczonowa. Około 10:00 2 bateria dotarła do szosy Rawa Mazowiecka – Warszawa. Na szosie bateria została otoczona przez niemiecki oddział zmotoryzowany z pułku SS-Leibstandarte „Adolf Hitler” i wzięta do niewoli. Niewoli udało się uniknąć niewielu jej żołnierzom.

##### 3 bateria 13 dak
Po nocnym marszu 9/10 września bateria wraz z 20 puł. dojechała do miejscowości Ruda, gdzie przeszła na wschodni brzeg Rawki, dotarła do rejonu na wschód od Kamiona. 10/11 września 3 bateria podjęła marsz, lecz na zatłoczonych drogach doszło do utraty kontaktu z 20 puł.; pomaszerowała ze zgrupowaniem dowódcy 6 psk w kierunku Osuchowa. Dalszy marsz odbyła w zgrupowaniu ppłk. dypl. Stefana Mossora. Patrole strzelców konnych nawiązały kontakt bojowy z patrolami niemieckiej 19 DP, kierującej się w kierunku Mszczonowa. Przed świtem 3/13 dak przekroczyła szosę Rawa Maz. – Warszawa. Około 7:00 11 września bateria zatrzymała się na postój w lasach na zachód od Osuchowa. Rozpoczęły się potyczki z niemieckimi patrolami; ok. 11:00 niemiecka piechota, ze wsparciem artylerii, podjęła natarcie. Bateria 3/13 dak wspierała walki kawalerii. W trakcie czterogodzinnego boju z niemiecką piechotą i pojazdami pancernymi poległo wielu żołnierzy baterii. Polegli kpt. Stanisław Boski i por. Edward Maleńczyk. Tuż przed wzięciem do niewoli żołnierzy baterii, zamki armat wymontowano i ukryto.

##### 4 bateria 13 dak
W nocy 8/9 września 4 bateria obeszła od północy Skierniewice. W trakcie marszu bateria i maszerujące tabory zostały ostrzelane przez dywersantów niemieckich z broni maszynowej. Wybuchła w taborach panika, która porwała za sobą zwiad i łączność baterii oraz jeden z działonów, który już nie dołączył. Wobec nienawiązania kontaktu z resztą dywizjonu, kpt. Kazimierz Strzelecki spod Skierniewic poprowadził baterię bocznymi drogami w kierunku Żyrardowa. O świcie 9 września przekroczono rzekę Rawkę. Z uwagi na zajęcie Żyrardowa przez wojska niemieckie, bateria pojechała w kierunku Szymanowa. W trakcie marszu 4/13 dak została zbombardowana przez lotnictwo niemieckie; rannych zostało kilku żołnierzy i kilka koni. O 19:00 bateria dojechała do Paprotni, a o północy do Błonia, gdzie odpoczywano. Torując sobie drogę wśród uciekinierów i taborów o świcie 10 września bateria dotarła do Warszawy.
Podczas wejścia do Warszawy od strony Woli, 4 bateria była ostrzeliwana przez niemiecką artylerię i broń maszynową. Bateria została skierowana na Pragę w rejon cerkwi. Kpt. Kazimierz Strzelecki udał się do Dowództwa Obrony Warszawy po rozkazy. W trakcie powrotu, po południu 10 września, został zastrzelony przez dywersantkę niemiecką, która była w towarzystwie Niemca w mundurze sierżanta WP. Zostali schwytani przez przechodzących w pobliżu dwóch podchorążych i oddani pod sąd. Wieczorem bateria 4/13 dak przeszła na Saską Kępę i zajęła stanowiska ogniowe na odcinku 336 pułku piechoty (2 pułku piechoty „Obrony Pragi”). Dowództwo baterii objął por. rez. Roman Fafius, na czas oddelegowania por. Jerzego Majewskiego. 14 września do baterii dołączył działon z baterii 1/13 dak. 4 bateria została rozstawiona poszczególnymi działonami na odcinku 336 pp, jako artyleria towarzysząca i przeciwpancerna, w umocnionych i zamaskowanych stanowiskach. W nocy 15/16 września, w wyniku ostrzału niemieckiej artylerii, rannych zostało 14 żołnierzy 4 baterii, utracono zabitych i rannych wiele koni. Nad ranem bateria odparła natarcie niemieckiej piechoty wspartej czołgami. Ponowne natarcie piechoty i czołgów bateria 4/13 dak odparła nocą 21/22 września. W trakcie odpierania tych dwóch natarć bateria zniszczyła 7 niemieckich czołgów. Straty w 4 baterii, podczas obrony stolicy, wyniosły 4 zabitych i 20 rannych żołnierzy i 70% stanu koni. 28 września bateria przeszła do Łazienek, gdzie złożyła broń.

### Oddział Zbierania Nadwyżek 13 dak
Oddział Zbierania Nadwyżek 13 dak zgodnie z planem mobilizacyjnym został skierowany do Ośrodka Zapasowego Artylerii Konnej nr 2 w Zamościu. Dotarł tam 7–8 września 1939. Z uwagi na zagrożenie rejonu Zamościa przez oddziały niemieckie Ośrodek ewakuowano wraz posiadanym mieniem do Łucka, a następnie do Równego.18 września na wiadomość o agresji sowieckiej, skład Ośrodka zawrócił w kierunku zachodnim. W trakcie odwrotu doszło do potyczek z grupami dywersantów ukraińskich. Po zdemobilizowaniu żołnierzy z mniejszości narodowych, pozostałość ośrodka przeprawiła się przez rzekę Bug i dotarła na teren Lubelszczyzny.

#### Pluton marszowy 13 dak
Po ogłoszeniu mobilizacji powszechnej do koszar 6 dak przybyły kilkuosobowe grupy oficerów i podoficerów z 13 dywizjonu artylerii konnej. Ze skierowanych zasobów mobilizacyjnych oraz wyposażenia i broni pozostałego w magazynach 6 dak i napływających rezerwistów podjęto formowanie z zalążków przysłanych przez 13 dak pluton marszowego. Po ich zmobilizowaniu, weszły w skład Ośrodka Zapasowego Podolskiej Brygady Kawalerii w Stanisławowie. Plutonem marszowym 1/13 dak dowodził por. rez. Witold Cieński. 14 lub 15 września pluton ten wszedł w skład 4 szwadronu rtm. Jerzego Cieleckiego sformowanego w OZ Podolskiej BK pułku marszowego Podolskiej Brygady Kawalerii, pod dowództwem ppłk. Włodzimierza Gilewskiego.
| Struktura organizacyjna i obsada personalna we wrześniu 1939 |                                            |
| dowódca dywizjonu                                            | ppłk art. mgr Janusz Józef Grzesło         |
| adiutant dywizjonu                                           | kpt. Marian Patronowicz                    |
| oficer zwiadowczy                                            | por. Władysław Krycki                      |
| oficer obserwacyjny                                          | por. rez. Tadeusz Weber                    |
| oficer broni i pgaz.                                         | por. Juliusz Jarosz                        |
| oficer łączności                                             | por. Janusz Przeździecki                   |
| dowódca kolumny amunicyjnej                                  | por. rez. Tadeusz Uwiera                   |
| dowódca kolumny amunicyjnej                                  | por. rez. Stanisław Cieński (od 8 IX 1939) |
| dowódca 1 baterii                                            | kpt. Marian Lewandowski                    |
| oficer zwiadowczy                                            | ppor. rez. Stanisław Gniewosz              |
| oficer zwiadowczy                                            | por. rez. Stanisław Cieński (od 5 IX 1939) |
| oficer ogniowy                                               | ppor. Kazimierz Fiutkowski                 |
| dowódca 2 baterii                                            | kpt. Henryk Gąsecki                        |
| oficer zwiadowczy                                            | ppor. rez. inż. Włodzimierz Ledóchowski    |
| oficer ogniowy                                               | ppor. Roman Milewski                       |
| dowódca 3 baterii                                            | kpt. Stanisław Aleksander Boski            |
| oficer zwiadowczy                                            | ppor. Zygmunt Pawłowicz                    |
| oficer ogniowy                                               | por. Edward Maleńczyk                      |
| dowódca 4 baterii                                            | kpt. Kazimierz Gustaw Strzelecki           |
| dowódca 4 baterii                                            | por. rez. Roman Fafius (od 11 IX 1939)     |
| dowódca 4 baterii                                            | por. Jerzy Majewski (od 13 IX 1939)        |
| oficer zwiadowczy                                            | por. Zygmunt Borewicz                      |
| oficer ogniowy                                               | por. Jerzy Majewski                        |

## Symbole dywizjonu
Sztandar
24 listopada 1937 Prezydent RP zatwierdził wzór sztandaru dla 13 dywizjonu artylerii konnej. Fundatorem sztandaru było społeczeństwo powiatu kamioneckiego i miasta Kamionka Strumiłowa. 22 listopada 1938 we Lwowie minister spraw wojskowych, gen. dyw. Tadeusz Kasprzycki, wręczył sztandar dowódcy dywizjonu.

Sztandar został wykonany zgodnie z wzorem określonym w Dekrecie Prezydenta Rzeczypospolitej Polskiej z 24 listopada 1937 o znakach wojska i marynarki wojennej opublikowanym w Dzienniku Ustaw Rzeczypospolitej Polskiej nr 5 z 28 stycznia 1938. Na prawej stronie płata znajdował się amarantowy krzyż, w środku którego wyhaftowano orła w wieńcu z wawrzynu. Na białych polach, pomiędzy ramionami krzyża, znajdowały się cyfry 13 w mniejszych wieńcach z wawrzynu.
W narożnikach lewej strony płata umieszczono:
- wizerunek Matki Boskiej Ostrobramskiej
- wizerunek Świętej Barbary
- godło miasta Kamionka Strumiłowa
- odznakę pamiątkową artylerii konnej
- napisy: Lwów 7.VI.1924, Turczyn 20.II.1919, Rohaczew 1.X.1920, Chodorów 6.IX.1920

Wyruszając na wojnę we wrześniu 1939 dywizjon odesłał sztandar do Ośrodka Zapasowego Artylerii Konnej nr 3 w Zamościu.
Odznaka pamiątkowa
Od 20 maja 1922 oficerom i żołnierzom mogły być nadawane odznaki pamiątkowe artylerii konnej, wspólne dla wszystkich dywizjonów. Odznaka miała kształt krzyża maltańskiego o ramionach pokrytych emalią białą z pozłacanymi datami 1809 i 1918. Na środek krzyża nałożony został orzeł srebrny, oksydowany, w koronie pozłacanej, trzymający w szponach pozłacane, skrzyżowane lufy armatnie z gorejącą bombą. Pod lufami proporczyk emaliowany artylerii konnej, czarno-amarantowy (od 1926 czarno-szkarłatny).
Barwy artylerzystów konnych
| Osobne artykuły: Barwy jednostek kawalerii i barwy broni i służb Wojska Polskiego . |                                                                         |
| Grafika                                                                             | Opis                                                                    |
|                                                                                     | Łapka ciemnozielona, wypustka karmazynowa                               |
|                                                                                     | Od 14 lipca 1920 proporczyk czarno-amarantowy                           |
|                                                                                     | Od 4 sierpnia 1927 proporczyk czarno-szkarłatny                         |
|                                                                                     | Otok na czapkach – czarny (oficerowie aksamitny, szeregowi sukienny)    |
|                                                                                     | Spodnie długie ciemnogranatowe, lampasy amarantowe, wypustka amarantowa |
| Naramiennik                                                                         | numer porządkowy dywizjonu „13”                                         |

## Żołnierze dywizjonu

### Dowódcy dywizjonu
| Stopień, imię i nazwisko             | Okres pełnienia służby    |
| Dowódcy dywizjonu                    | Dowódcy dywizjonu         |
| ------------------------------------ | ------------------------- |
| mjr art. Zdzisław Latawiec           | 15 V 1924 – 21 VIII 1926  |
| ppłk art. Aleksander Hertel          | 21 VIII 1926 – 9 XII 1932 |
| ppłk dypl. art. Stanisław Sokołowski | 9 XII 1932 – V 1936       |
| ppłk art. Hieronim Suszczyński       | 16 V 1936 – VI 1939       |
| ppłk art. mgr Janusz Józef Grzesło   | VI – IX 1939              |

### Żołnierze dywizjonu – ofiary zbrodni katyńskiej
Biogramy zamordowanych znajdują się na stronie internetowej Muzeum Katyńskiego
| Stopień, imię i nazwisko                    | zawód              | miejsce pracy przed mobilizacją | zamordowany |
| ------------------------------------------- | ------------------ | ------------------------------- | ----------- |
| ppor. Kazimierz Fiutkowski                  | żołnierz zawodowy  | dowódca plutonu 1 baterii       | Charków     |
| ppor. rez. Władysław Gniewosz               | inżynier rolnik    | właściciel maj. Kąty i Raźniów  | ULK         |
| ppor. rez. Wacław Judycki                   | lekarz weterynarii | powiatowy lekarz w Zdołbunowie  | Charków     |
| kpt. Ernest Krautwald                       | żołnierz zawodowy  | oficer zwiadowczy               | ULK         |
| ppor. rez. Stanisław Krechowski             | student            | Politechnika Lwowska            | Katyń       |
| por. rez. Mieczysław Mazurkiewicz-Dubieński | rolnik             |                                 | Charków     |
| ppor. rez. Mieczysław Ostapowicz            |                    |                                 | Charków     |